# Dasybasis cirrus
Dasybasis cirrus är en tvåvingeart som beskrevs av Ricardo 1917. Dasybasis cirrus ingår i släktet Dasybasis och familjen bromsar. Inga underarter finns listade i Catalogue of Life.